# Hothead Games
 (avril 2021).
Si vous disposez d'ouvrages ou d'articles de référence ou si vous connaissez des sites web de qualité traitant du thème abordé ici, merci de compléter l'article en donnant les références utiles à sa vérifiabilité et en les liant à la section « Notes et références ».
Hothead Games Inc. est un développeur de jeux vidéo canadien indépendant basé à Vancouver, en  Colombie-Britannique, au Canada. Le studio a été fondé en 2006 par Steve Bocska, Vlad Ceraldi et Joel DeYoung, tous trois anciennement employés par Radical Entertainment. Cependant, Bocska a quitté l'entreprise en 2007. Le 10 mars 2009, Ian Wilkinson, qui était président et chef de la direction de Radical Entertainment depuis sa création en 1991 jusqu'en 2008, est devenu président et chef de la direction de Hothead Games, en remplacement de Ceraldi. À son tour, Ceraldi est devenu le directeur du développement de jeux du studio, tandis que DeYoung est passé de son poste de directeur des opérations à celui de directeur de la technologie des jeux. 

## Jeux développés
| Année | Titre                                                                              | Plateforme(s)                                     | Éditeur(s)             |
| ----- | ---------------------------------------------------------------------------------- | ------------------------------------------------- | ---------------------- |
| 2008  | Penny Arcade Adventures: On the Rain-Slick Precipice of Darkness, Episode One (en) | macOS, Microsoft Windows, PlayStation 3, Xbox 360 | Jeux Hothead           |
| 2008  | Penny Arcade Adventures: On the Rain-Slick Precipice of Darkness, Episode Two (en) | macOS, Microsoft Windows, PlayStation 3, Xbox 360 | Jeux Hothead           |
| 2010  | DeathSpank                                                                         | macOS, Microsoft Windows, PlayStation 3, Xbox 360 | Electronic Arts        |
| 2010  | DeathSpank: Thongs of Virtue (en)                                                  | macOS, Microsoft Windows, PlayStation 3, Xbox 360 | Electronic Arts        |
| 2011  | Swarm (en)                                                                         | PlayStation 3, Xbox 360                           | Ignition Entertainment |
| 2011  | The Baconing (en)                                                                  | macOS, Microsoft Windows, PlayStation 3, Xbox 360 | Jeux Hothead           |
| 2011  | Sea Stars                                                                          | Android, iOS                                      | Jeux Hothead           |
| 2012  | Big Win Soccer                                                                     | Android, iOS                                      | Jeux Hothead           |
| 2012  | Big Win Hockey                                                                     | Android, iOS                                      | Jeux Hothead           |
| 2012  | Baseball Big Win                                                                   | Android, iOS                                      | Jeux Hothead           |
| 2012  | Basket-ball Big Win                                                                | Android, iOS                                      | Jeux Hothead           |
| 2013  | Rivals at War                                                                      | Android, iOS                                      | Jeux Hothead           |
| 2013  | Rivals at War: 2084                                                                | Android, iOS                                      | Jeux Hothead           |
| 2013  | Big Win Racing                                                                     | Android, iOS                                      | Jeux Hothead           |
| 2014  | Rivals at War: Firefight                                                           | Android, iOS                                      | Jeux Hothead           |
| 2014  | Kill Shot                                                                          | Android, iOS                                      | Jeux Hothead           |
| 2015  | Big Win Football 2016                                                              | Android, iOS                                      | Jeux Hothead           |
| 2015  | Boom Boom Football                                                                 | Android, iOS                                      | Jeux Hothead           |
| 2015  | Kill Shot Bravo                                                                    | Android, iOS                                      | Jeux Hothead           |
| 2016  | Boom Boom Soccer                                                                   | Android, iOS                                      | Jeux Hothead           |
| 2017  | Virus Kill Shot                                                                    | Android, iOS                                      | Jeux Hothead           |
| 2017  | Mighty Battles                                                                     | Android, iOS                                      | Jeux Hothead           |
| 2018  | Hero Hunters                                                                       | Android, iOS                                      | Jeux Hothead           |